# Clarias brachysoma
Clarias brachysoma es una especie de pez de la familia Clariidae en el orden de los Siluriformes.

## Morfología
• Los machos pueden llegar alcanzar los 50 cm de longitud total.

## Distribución geográfica
Es un endemismo de Sri Lanka.